# Bahnhof Brand Tropical Islands

Der Bahnhof Brand Tropical Islands (bis zum 13. Dezember 2015 Bahnhof Brand (Niederl)) ist eine Betriebsstelle der Bahnstrecke Berlin–Görlitz im Landkreis Dahme-Spreewald in Brandenburg. Das Empfangsgebäude, ein südlich davon stehendes Wohnhaus mit Nebengebäuden, der Wasserturm sowie alle gepflasterten Flächen im Bahnhofsgelände stehen unter Denkmalschutz.

## Lage und Name
Der Bahnhof liegt am Streckenkilometer 59,74 der Bahnstrecke Berlin–Görlitz in der Ortschaft Brand, die als Gemeindeteil zum Ortsteil Briesen der Gemeinde Halbe gehört. Er befindet sich rund zwei Kilometer südwestlich des früheren Militärflugplatz Brand und der Cargolifter-Werfthalle, in der sich seit Ende 2004 der Freizeitpark Tropical Islands befindet. Innerhalb des Gemeindegebietes gibt es neben dem Bahnhof Brand noch den Kaiserbahnhof Halbe sowie den Haltepunkt Oderin.
Der Bahnhof lag an der äußersten nördlichen Grenze der Reichsbahndirektion Cottbus. Der Bahnhof trug zunächst den Namen Brand (Bez. Frankfurt), im Jahr 1929 wurde er in Brand (Niederlaus.) umbenannt. Sechs Jahre später erfolgte eine erneute Umbenennung in Brand (Niederlausitz), in der folgenden Zeit variierte bisweilen der Klammerzusatz mit verschiedensten Abkürzungen. Bis zum 13. Dezember 2015 trug der Bahnhof den Namen Brand (Niederl), mit dem darauf folgenden Fahrplanwechsel wurde der Name in Brand Tropical Islands geändert. Die Anschrift des Bahnhofes lautet Brand 51 & 52, 15757 Halbe.

## Architektur und Geschichte

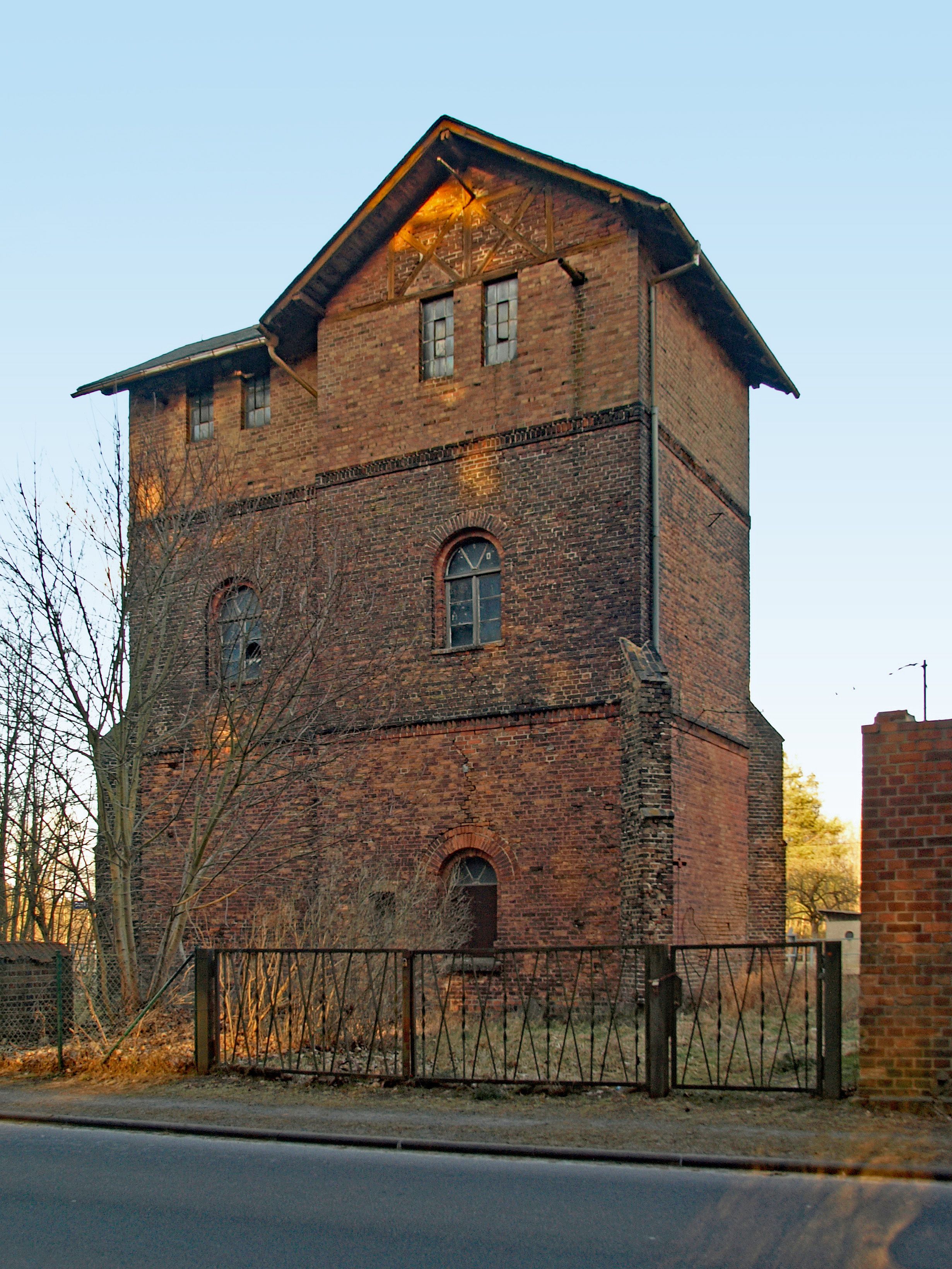
Wasserturm am Bahnhof Brand (2018)

Der Bahnhof Brand wurde im Jahr 1866 im Zuge des Baus der Bahnstrecke zwischen Berlin und Cottbus durch die Berlin-Görlitzer Eisenbahn-Gesellschaft gebaut und am 13. September 1866 bei der Freigabe der Bahnstrecke in Betrieb genommen. Das Empfangsgebäude wurde erst in den 1870er Jahren gebaut. Es ist ein zweigeschossiger siebenachsiger Bau aus Ziegelmauerwerk. Zum Gesamtdenkmal gehört zudem das direkt südlich des Empfangsgebäudes stehende, anderthalbgeschossige Wohnhaus, das ebenfalls ein Ziegelbau ist. Weiter südlich auf dem Gelände steht eine dreigeschossige Wasserstation, ebenfalls ein Ziegelbau. Alle Gebäude auf dem Bahnhofsgelände haben Satteldächer. Im Jahr 1900 wurde das Empfangsgebäude des Bahnhofs vergrößert.
Nach der Eröffnung des Freizeitparks Tropical Island in der Nähe des Bahnhofs stieg dessen Frequentierung stark an, außerdem wird er von Pendlern genutzt. Etwa 2015 wurde das ungenutzte Empfangsgebäude von der Gemeinde Halbe gekauft. Anfang 2017 wurde der Bahnhof vom Bundesministerium für Verkehr und digitale Infrastruktur in ein Modernisierungsprogramm für kleine Bahnhöfe im ländlichen Raum aufgenommen und sollte barrierefrei ausgebaut werden. Aufgrund der hohen Nutzungszahlen des Bahnhofes gab es jedoch Probleme bei der Förderung des Ausbaus. Seit Ende 2021 führen Aufzüge aus dem Bahnsteigtunnel zu beiden Bahnsteigen.

## Verkehrsanbindung
Der Bahnhof Brand Tropical Islands wird durch zwei stündliche Regional-Express-Linien der DB Regio Nordost im Verbundsystem des Verkehrsverbunds Berlin-Brandenburg bedient. Vom Bahnhof aus fahren zudem Busse nach Lübben und Golßen sowie zum Bahnhof nach Halbe. Des Weiteren fahren kostenfreie Shuttle-Busse vom Bahnhof zu den diversen Anlaufstellen von Topical Islands.
| Linie                    | Linienverlauf | Takt (min) | EVU              |
| ------------------------ | --- | ---------- | ---------------- |
| RE 2                     | Nauen – Berlin-Spandau – Berlin Hauptbahnhof – Königs Wusterhausen – Brand Tropical Islands – Lübbenau (Spreewald) – Cottbus    | 60         | DB Regio Nordost |
| RE 7                     | Dessau – Berlin-Wannsee – Berlin Hauptbahnhof – Königs Wusterhausen – Brand Tropical Islands – Lübben (Spreewald) – Senftenberg | 60         | DB Regio Nordost |
| Stand: 11. Dezember 2022 | |            |                  |